# Campistrous
Campistrous är en kommun i departementet Hautes-Pyrénées i regionen Occitanien i sydvästra Frankrike. Kommunen ligger i kantonen Lannemezan som tillhör arrondissementet Bagnères-de-Bigorre. År 2022 hade Campistrous 314 invånare.

## Befolkningsutveckling
Antalet invånare i kommunen Campistrous
| Referens: INSEE |